# ニッキー・スターリング
ニッキー・スターリング（Nici Sterling, 1968年1月17日 - ）は、アメリカ合衆国のポルノ女優。イギリス、サリーのエプソム出身。

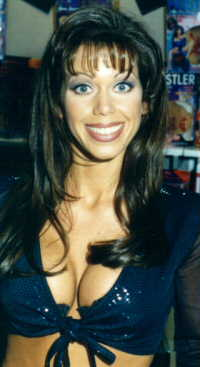
ニッキー・スターリング

## 出演作品
- ハードコア流出NG集
- ジュリー・アシュトン　美乳狂い
- 極乳ナース
- 女王蜂/快楽の生贄たち
- ジョージア州立名門早熟女学院
- エロスピード2
- SEXYパラダイス/The 13 Pretty Pets
- 官能天国5/U.S.A.クライマックス・シャワー
- ネイキッド・エンジェル
- ハーレム・ノクターン/獣宴
- 美肉狩り5
- 素裸（はだか）のままで
- インデペンデンス・ボディ
- ハレンチオークション
- タイムコック